# Opština Mavrovo i Rostuše
Die Opština Mavrovo i Rostuše (mazedonisch Општина Маврово и Ростуше; albanisch Komuna e Mavrovës dhe Radostushës; türkisch Mavrova ve Rostuşa Belediyesi) ist eine der 80 Opštini Nordmazedoniens. Sie ist Teil der Region Polog. Verwaltungssitz ist das Dorf Rostuša.

## Geographie

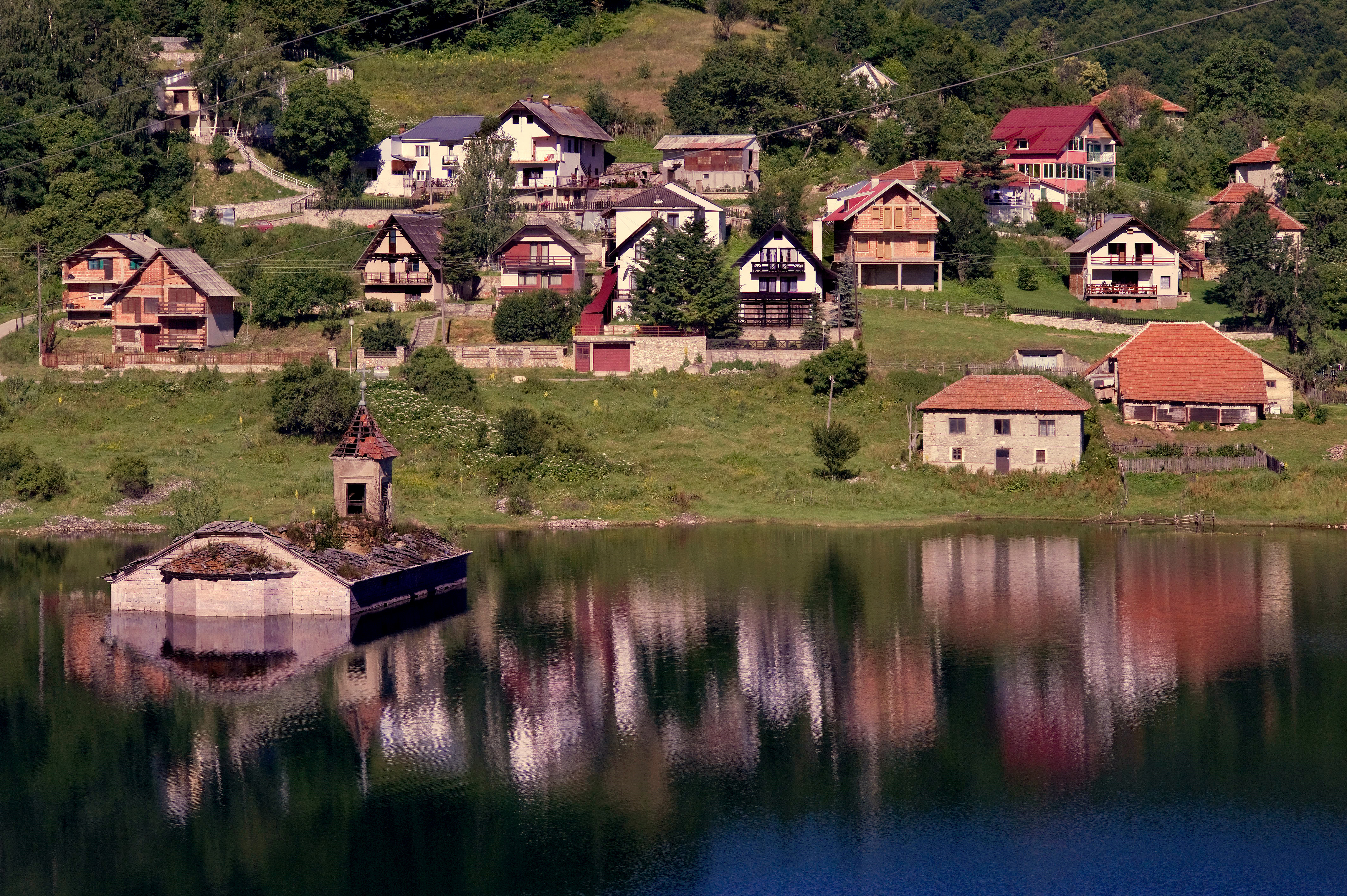
Mavrovi Anovi am Mavrovosee mit der St.-Niklaus-Kirche von 1850, die in den 1960er Jahren durch den Stausee überschwemmt wurde. Inzwischen wurde sie jedoch trockengelegt.

Das Gebiet der Opština grenzt im Norden an dasjenige von Gostivar, im Osten an Zajas, im Südosten an Drugovo, im Süden an Debar und im Westen bildet sie die Staatsgrenze zu Albanien.
Der Mavrovo-Nationalpark nimmt einen Teil der Opština ein.

## Gliederung
Neben dem Hauptort Rostuša gibt es noch 41 weitere Ortschaften: Adžievci, Beličica, Bibaj, Bituše, Bogdevo, Boletin, Cerovo, Duf, Galičnik, Grekaj, Janče, Kičinica, Krakornica, Lazaropole, Leunovo, Mavrovi Anovi, Mavrovo, Ničpur, Nikiforovo, Nistrovo, Nivište, Novo Selo, Orkjuše, Prisojnica, Ribnica, Rosoki, Selce, Sence, Skudrinje, Sretkovo, Sušica, Tanuše, Trebište, Tresonče, Velebrdo, Viduše, Volkovija, Vrben, Vrbjani, Žirovnica und Žužnje.

## Bevölkerung
Nach der Volkszählung von 2002 lebten damals innerhalb der Opština 8618 Menschen in 1969 Haushalte. Dies entspricht 4,38 Personen pro Haushalt.
Zur ethnischen Zugehörigkeit bezeichneten sich 4349 als Mazedonier, 2680 als Türken und 1483 als Albaner. 106 gehörten weiteren Ethnien an, unter anderem den Bosniaken.
Bei der Volkszählung 2021 wurden nur noch 5.042 Personen in der Gemeinde gezählt. 1.555 davon waren Türken, 1.474 Mazedonier, 470 Albaner und 1.543 gehörten anderen ethnischen Gruppen an (z. B. Torbeschen).
Dörfer entlang der albanischen Grenze sind meist von Türken bewohnt. Muslimische Albaner leben mehrheitlich im Norden der Gemeinde. Mazedonier sind überall in der Gemeinde vertreten.